# Philipp V. (Spanien)

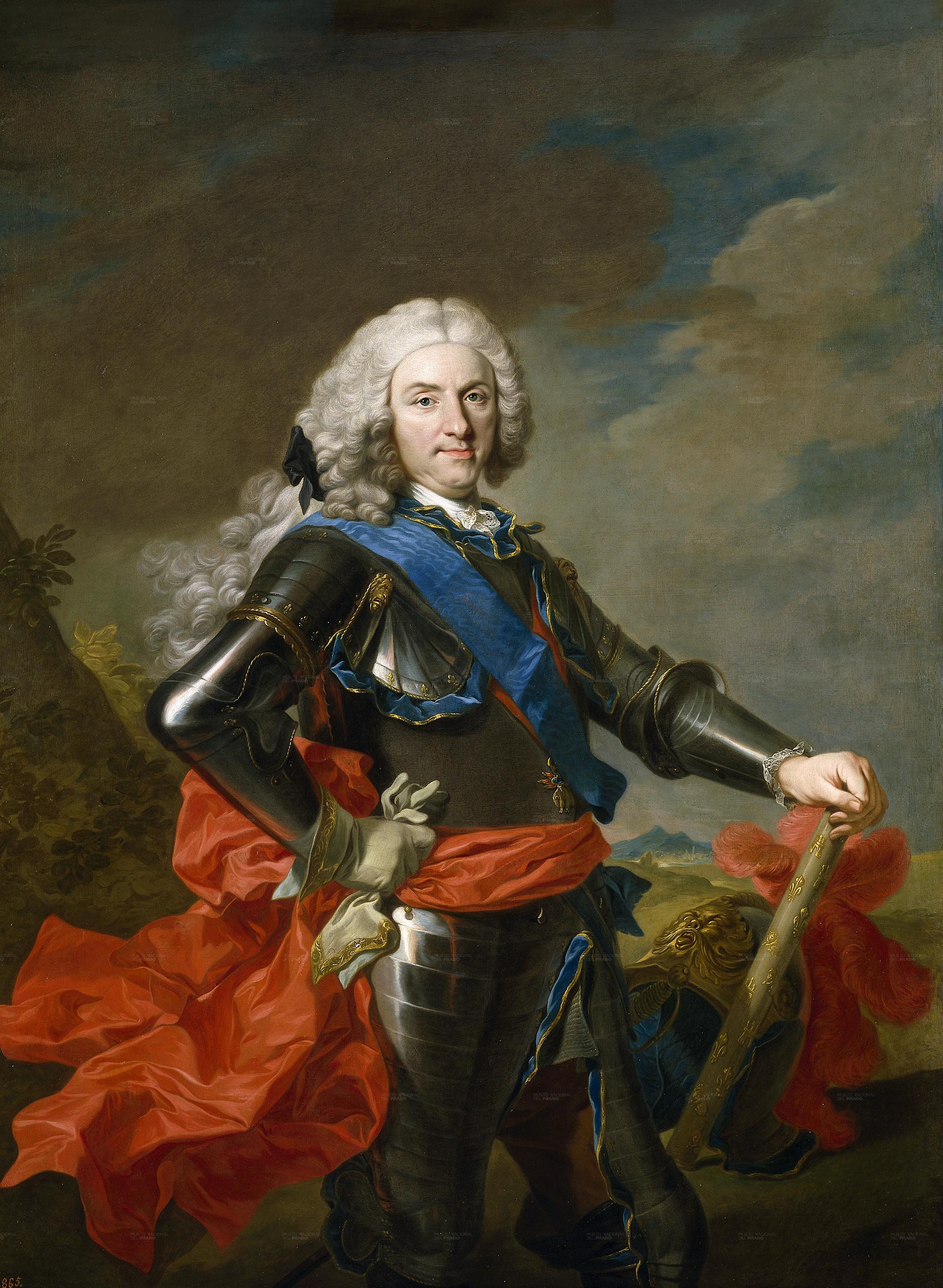
König Philipp V, c. 1739.

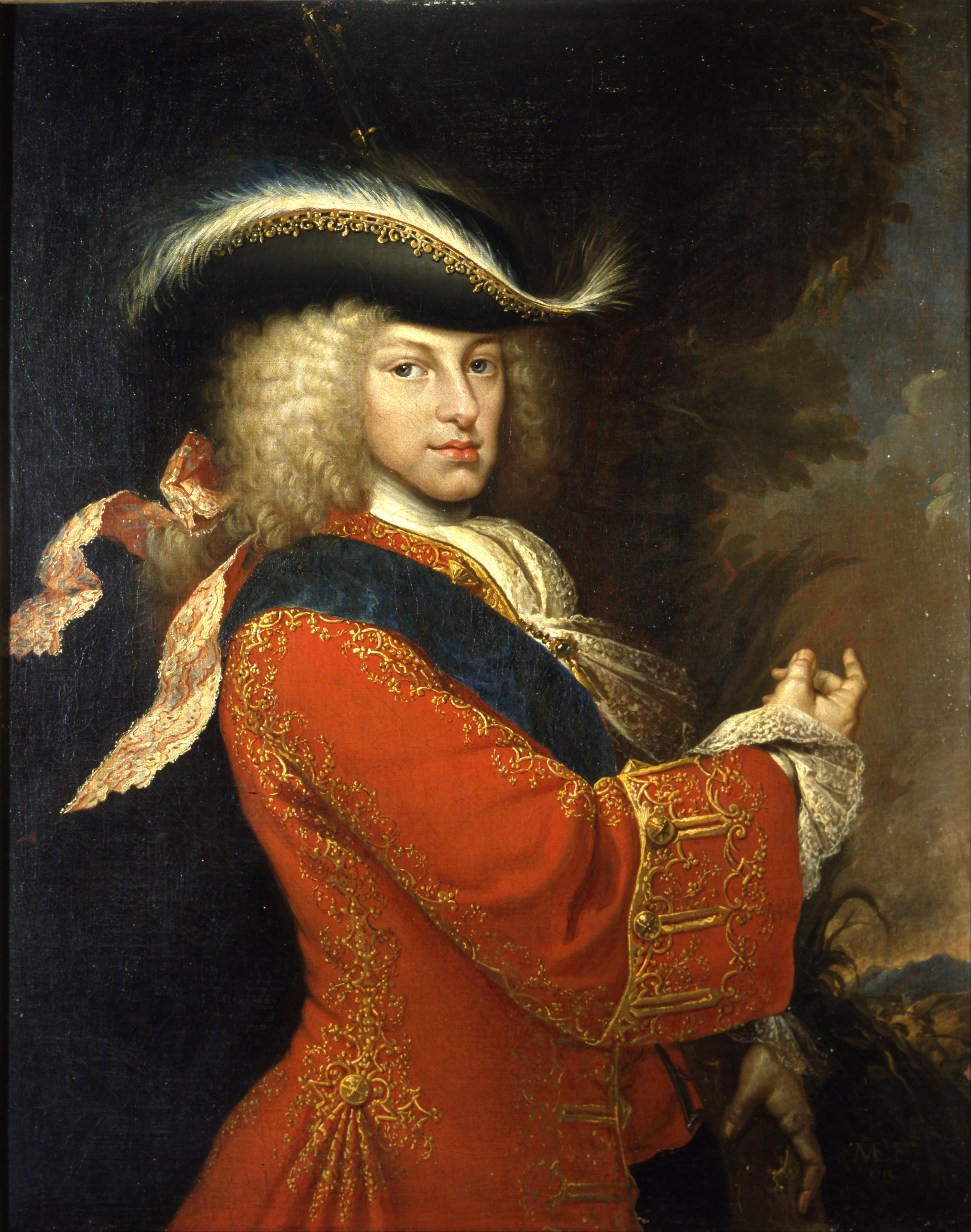
Philipp V. in Hoftracht

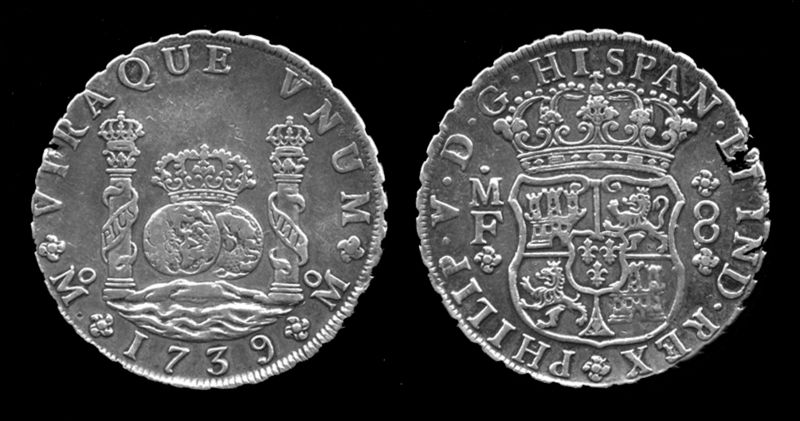
Silbermünze, 1739

Philipp V. von Anjou (spanisch Felipe V; * 19. Dezember 1683 in Versailles; † 9. Juli 1746 in Madrid), Herzog von Anjou (1683–1700), war von 1700 bis 1746 König von Spanien und bis 1713 auch König von Sardinien und König von Sizilien und Neapel. 1724 legte er für seinen Sohn Ludwig I. kurzfristig das Amt nieder. Er war der erste spanische Herrscher aus dem Hause Bourbon; seine Regierungszeit von insgesamt 45 Jahren ist die längste in der Geschichte der spanischen Monarchie.

## Leben

### Kindheit und Jugend
Philipp V. wurde als zweiter Sohn des Dauphin Ludwig und dessen Gemahlin Maria Anna Victoria von Bayern geboren. Er war der jüngere Bruder von Louis, dem Herzog von Burgund, und wuchs am Hof seines Großvaters Ludwig XIV. im Schloss von Versailles auf. Dabei stand er im Jahr 1700 nach seinem Vater und seinem älteren Bruder Louis an dritter Stelle der französischen Thronfolge. Sein jüngerer Bruder war Charles, der Herzog von Berry. Er wurde von François Fénelon, dem Erzbischof von Cambrai, unterrichtet. Die drei Söhne Ludwigs wurden auch von Paul de Beauvilliers gelehrt.

### Spanischer Erbfolgekrieg
1700 starb Karl II. ohne Kinder. Im selben Jahr wurde Philipp von seinem Großvater Ludwig XIV. von Frankreich als Erbe der spanischen Habsburger und damit zum König von Spanien proklamiert. Die österreichischen Habsburger und andere europäische Staaten bestritten jedoch sein Erbrecht, wodurch der von 1701 bis 1713/14 währende Spanische Erbfolgekrieg ausgelöst wurde. In diesem Krieg standen die bourbonischen Staaten Frankreich und Spanien mit wenigen Verbündeten (darunter den wittelsbachischen Staaten Kurfürstentum Bayern und Kurköln) einer mächtigen Koalition gegenüber, deren Zentren Österreich, Großbritannien und die Niederlande bildeten. Hauptziel dieser Koalition war es, die französische Vorherrschaft in Europa nicht durch Philipps Machtübernahme weiter zu stärken. Darum sollte Spanien nach dem Willen Großbritanniens entweder zwischen Bourbonen und Habsburgern geteilt werden oder nach dem Willen Österreichs völlig an einen jüngeren Vertreter des Hauses Habsburg fallen, womit Frankreich jedoch seine Interessen gefährdet sah.
Für Philipp V. gingen in Spanien zeitweilig Aragon und Katalonien mit Barcelona an den habsburgischen Prätendenten Erzherzog Karl verloren, den späteren römisch-deutschen Kaiser Karl VI., der als spanischer Gegenkönig Karl III. ebenfalls den Thron beanspruchte. Auch die spanischen Besitzungen in Italien fielen an die österreichischen Habsburger. Erst als Karl nach dem Tode seines älteren Bruders Joseph I. 1711 Kaiser und damit Erbe der gesamten habsburgischen Staaten wurde, zerbrach die antibourbonische Koalition, da man nun eine Vorherrschaft der Habsburger fürchtete. Daher verzichtete Philipp V. am 5. November 1712 darauf, bei einem möglichen Aussterben seiner französischen Verwandten Spanien und Frankreich in Personalunion zu regieren. Das Erbrecht seiner Nebenlinie auf den französischen Thron blieb jedoch unangetastet. So war die Gefahr einer bourbonischen Doppelmonarchie beseitigt, und die Alliierten des Kaisers konnten Philipp als spanischen König akzeptieren. Der Friede von Utrecht 1713/14 brachte einen weiteren Kompromiss: Philipp durfte ganz Spanien und dessen riesiges Kolonialreich behalten, musste jedoch sämtliche bisherigen Besitzungen Spaniens in Italien und den Niederlanden an seine Gegner abtreten – die Königreiche Neapel, Sizilien, Sardinien, das Herzogtum Mailand, sowie die Spanischen Niederlande. Eine weitere Konsequenz dieses völkerrechtlichen Vertrages war die Abtretung von Gibraltar an Großbritannien, welches bis heute unter britischer Verwaltung steht.

### Regierungspolitik während der ersten Ehe
Philipp V. nahm persönlich an den Feldzügen in Italien teil. Während dieser Zeit überließ er die Regierungsgeschäfte seiner Frau, Maria Luisa, die in Spanien als Regentin amtierte. Die faktische Macht übte zu dieser Zeit wesentlich die erste Kammerdame der Königin, Marie-Anne de La Trémoille, aus. Zu dieser Zeit reformierte der französische Ökonom Jean Orry, den Philipps Großvater Ludwig XIV. nach Spanien entsandt hatte, das spanische Verwaltungs- und Finanzwesen von Grund auf. Erstmals wurde die Regierungsarbeit in Fachressorts eingeteilt, für die einzelne Minister zuständig waren. Den Vorsitz als Ministerpräsident führte zu dieser Zeit José de Grimaldo. Mit dem Tod der Königin 1714 fiel Orrys Unterstützung am Hofe weg, und er wurde entlassen.

### Regierungspolitik während der zweiten Ehe
Unter dem Einfluss seiner zweiten Gemahlin Elisabeth, einer geborenen italienischen Prinzessin aus dem Hause Farnese, und seines ebenfalls aus Italien stammenden Ministers Kardinal Giulio Alberoni ging Philipp 1718 erfolglos daran, die Gebietsverluste aus dem Utrechter Frieden zurückzugewinnen. Spanien konnte zwar das bis dahin zu Savoyen gehörige Sizilien besetzen, musste es jedoch wieder an Österreich abtreten. In Italien wieder Fuß zu fassen blieb jedoch auch für die weitere Regierungszeit Philipps eine Handlungsmaxime. Etwa zur selben Zeit kam es in Frankreich zu einer Verschwörung gegen den Regenten Philippe II. Charles de Bourbon, duc d’Orléans. Antonio del Giudica, Fürst von Cellamare, versuchte erfolglos, Philipp auf den französischen Thron zu bringen.
Philipp begünstigte den Handel Spaniens mit seinen amerikanischen Besitzungen. Während dieses Atlantikhandels entstanden bedeutende Persönlichkeiten der Marinegeschichte Spaniens, unter denen Amaro Pargo hervorsticht.

### Abdankung 1724
Immer stärker machten dem König Depressionen zu schaffen. Weil diese seine Regierungsfähigkeit beeinträchtigten, dankte er 1724 zugunsten seines ältesten Sohnes Ludwig I. Philipp ab. Da dieser aber schon im selben Jahr starb und die übrigen Söhne noch zu jung erschienen, ließ sich Philipp V. – vermutlich auch auf Drängen der Königin Elisabeth, die ihre Führungsrolle am Hofe nicht einbüßen wollte – erneut zur Herrschaftsübernahme bewegen.

### Aufnahme der zweiten Amtszeit

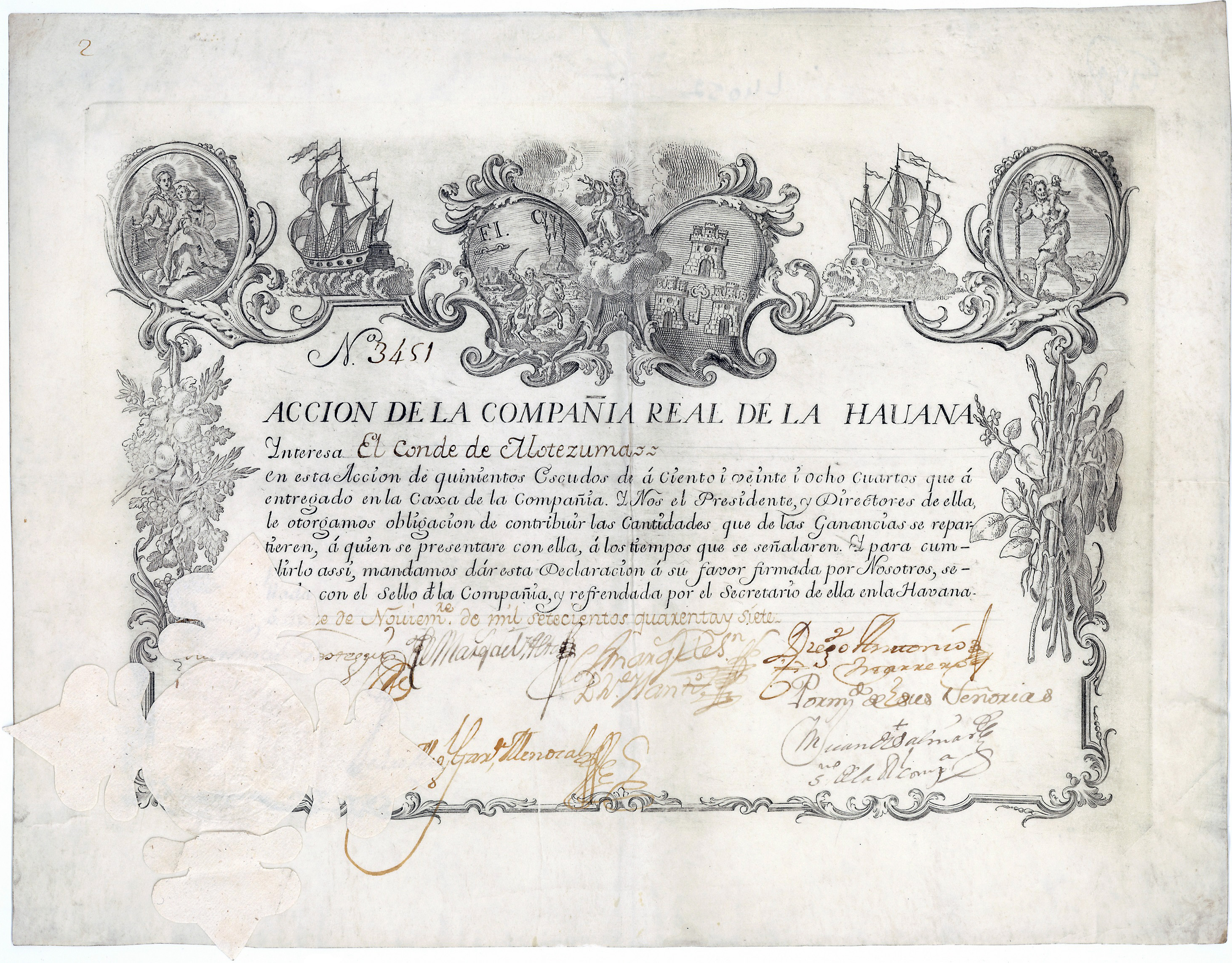
Aktie der Real Compañía de La Havana aus dem Jahr 1747, Kupferstich auf Pergament. Die 1740 in Havanna gegründete Königliche Handelskompanie erhielt ein Monopol für den transatlantischen Handel mit Tabak, Zucker, sowie das Recht, Konsumgüter zollfrei einzuführen, sowie Sklaven zu importieren.

Von 1724 bis zu seinem Tode 1746 war er ein zweites Mal König. Es heißt, dass der später als Sänger an seinen Hof gekommene italienische Kastrat Farinelli die Depressionen des Königs durch die Schönheit seiner Kunst habe beruhigen können.
1725 entsandte er Juan Guillermo Riperdá, einen Liebling des Hofes, nach Wien, um dort gemeinsam mit Ministerpräsident Juan Bautista de Orendáin den Vertrag von Wien (1725) auszuhandeln. Die Verhandlungen mit den kaiserlichen Habsburgern verliefen erfolgreich. Am Ende hatten die Spanier nicht nur die Heirat des Kronprinzen mit Österreichs Kaisertochter arrangiert, sondern auch erreicht, dass Karl das Herzogtum Parma regieren dürfe, wenn die männliche Linie der Farnese aussterben sollte. Dieses Ereignis trat 1731 ein, und Philipp schickte seinen fünfzehnjährigen Sohn nach Italien, ausgestattet mit einer großzügigen Pension und einer Reihe fähiger Berater.
Riperdá wurde für seinen Verhandlungserfolg bei seiner Rückkehr zum Herzog erhoben und erhielt das Amt des Ministerpräsidenten. Nach einem halben Jahr stellte sich heraus, dass Riperdá seine Kompetenzen überschritten und in Wien erhebliche finanzielle Zusagen gemacht hatte. Philipp entließ den Abenteurer und setzte wiederum Orendáin als Ministerpräsident ein. Nach dessen Tod folgte ihm 1734 José de Patiño y Morales, der 1736 starb.
Von 1736 an ging das Ministerpräsidentenamt an den persönlichen Sekretär des Königs, Sebastián de la Cuadra y Llarena, der schon seit langem die Korrespondenz mit den Verbündeten Spaniens verantwortet hatte. Starker Mann im Kriegsministerium wurde 1743 Zenón de Somodevilla y Bengoechea.

### Polnischer Erbfolgekrieg
Die geschickte Beteiligung Spaniens am Polnischen Erbfolgekrieg führte 1735 zur Rückkehr der spanischen Herrschaft nach Italien, indem das bisher österreichisch-habsburgische Doppelkönigreich Neapel-Sizilien dem jüngeren Sohn Philipps V., dem späteren spanischen König Karl III. überlassen werden musste. Ein weiterer Wunsch der Königin Elisabeth, das Herzogtum Parma als ihr väterliches Erbe ebenfalls zu sichern, ging jedoch erst nach dem Tode ihres Gatten im Jahre 1748 zugunsten ihres Sohnes Philipp in Erfüllung.

### Krieg mit Großbritannien
Die fortgesetzten Konflikte mit Großbritannien nach dem Vertrag von Wien lösten den Englisch-Spanischen Krieg (1727–1729) aus. Neben einigen Seegefechten in der Karibik konzentrierte das Kriegsgeschehen sich auf die (erfolglose) Belagerung von Gibraltar (1727). Nach dem Vertrag von Sevilla hielt der Frieden sieben Jahre lang. Dann kulminierten die Gegensätze im War of Jenkins’ Ear. Die Briten griffen ab 1739 spanische Besitzungen in der Karibik an. Portobelo fiel in britische Hände, und Cartagena stand unter Belagerung. Die Auseinandersetzung endete 1742.

### Österreichischer Erbfolgekrieg
1740 starb Kaiser Karl VI. ohne männliche Nachkommen. Spanien hatte schon im Vertrag von Wien (1725) versucht, den Prinzen Karl mit der Kaisertochter Maria Theresia zu verheiraten, um eine Verbindung zwischen Habsburg und Bourbon herzustellen. Dies scheiterte aber am Widerstand der Niederlande und Großbritanniens, die eine Verschiebung des kontinentaleuropäischen Machtgleichgewichtes fürchteten.
So änderte Spanien die Taktik und stellte sich im Österreichischen Erbfolgekrieg an die Seite von Österreichs Gegnern. 1743 schlossen die spanischen und französischen Bourbonen den Zweiten Familienpakt, mit dem Spanien in den Krieg eintrat. Ziel war die Wiedererlangung der einstigen spanischen Besitzungen in Italien. Prinz Philipp sollte nach der Vorstellung seiner Mutter Herrscher der Lombardei werden. Spanische Truppen kämpften in Italien gegen habsburgische und savoyische Einheiten. Die Kriegslage stand ungünstig für Frankreich und Spanien, als Philipp V. im Juli 1746 starb.
Philipp wurde in seinem Lieblingspalast La Granja de San Ildefonso, nahe Segovia beigesetzt, und nicht wie für die spanischen Könige üblich, im Real Sitio de San Lorenzo de El Escorial. Den Thron erbte der einzige überlebende Sohn aus seiner ersten Ehe, Ferdinand VI.

## Nachkommen

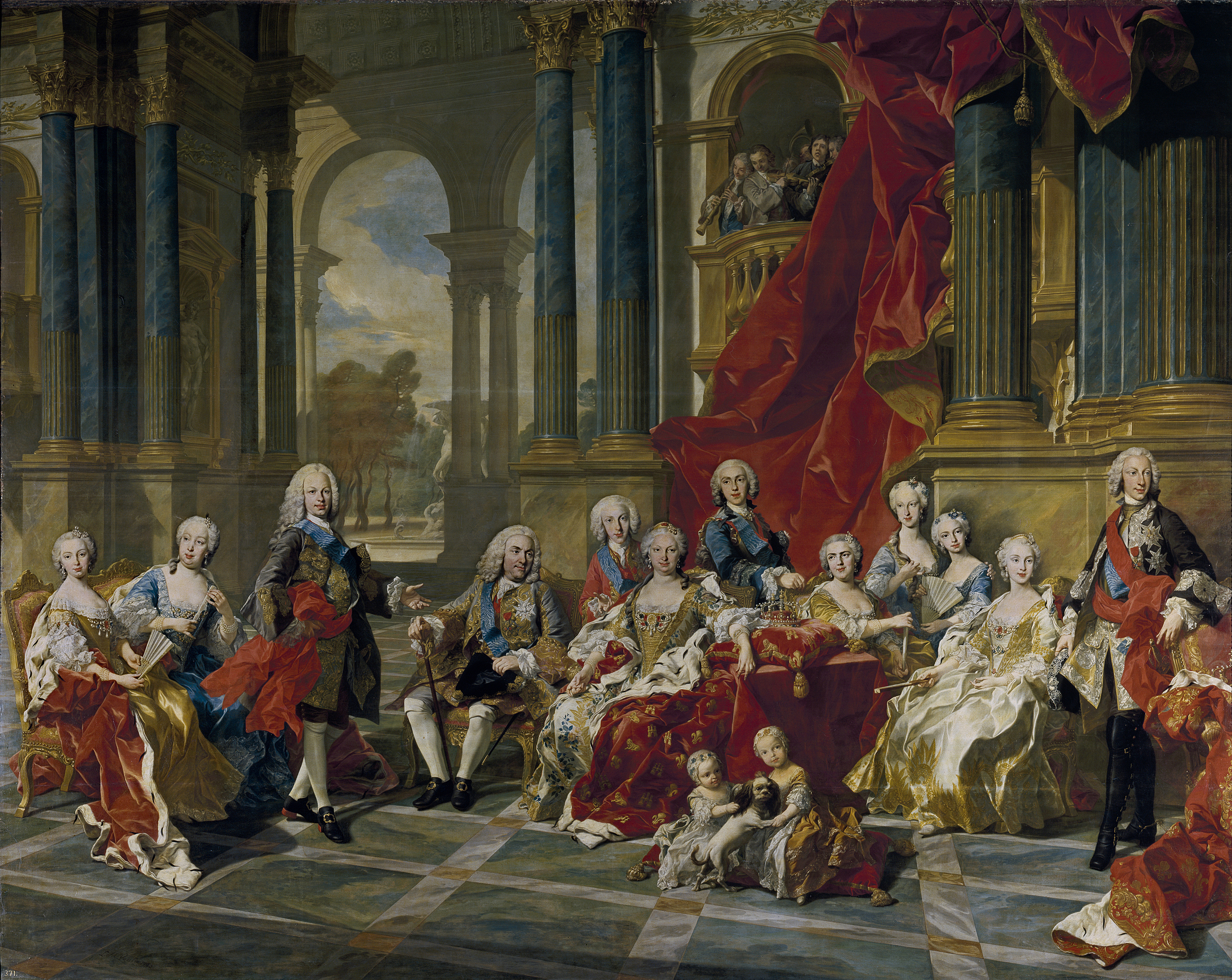
Philipp V. (4. v. l.) im Kreis seiner Familie

Am 2. November 1701 heiratete er in Figueres Maria Luisa von Savoyen, Tochter von Viktor Amadeus II., Herzog von Savoyen und nachmaliger König von Sardinien-Piemont, die jeweils zweifach (durch ihre Großväter Herzog Karl Emanuel II. von Savoyen und Philippe von Frankreich, Herzog von Orléans) seine Cousine 2. sowie auch (durch ihre Urgroßmütter Herzogin Christine von Savoyen und Königin Henriette von England) 3. Grades war. Sie hatten vier Söhne miteinander:
1. Ludwig I. (1707–1724) König von Spanien ⚭ Marie Louise Elisabeth von Orléans
2. Philipp Ludwig von Spanien (* /† 1709)
3. Philipp Peter von Spanien (1712–1719)
4. Ferdinand VI. (1713–1759) König von Spanien ⚭ 1729 Maria Barbara de Bragança.

Maria war sehr beliebt bei den Untertanen, sie diente mehrfach als Regent für ihren Mann.
In zweiter Ehe vermählte er sich am 24. Dezember 1714 in Guadalajara mit Elisabetta Farnese (spanisch: Isabel de Farnesio), gemeinsam hatten sie folgende Kinder:
1. Karl III. (1716–1788) König von Spanien ⚭ 1738 Maria Amalia von Sachsen (1724–1760)
2. Franz von Spanien (*/† 1717)
3. Maria Anna Viktoria von Spanien (1718–1781) ⚭ 1729 Joseph I. (1714–1777) König von Portugal
4. Philipp von Spanien, Herzog von Parma (1720–1765) ⚭ 1738 Marie Louise Élisabeth von Frankreich (1727–1759)
5. Maria Teresa von Spanien (1726–1746) ⚭ 1745 Ludwig von Frankreich, Dauphin von Frankreich (1729–1765)
6. Ludwig Anton von Spanien, Graf von Chinchón und Erzbischof (1727–1785) Erzbischof
7. Maria Antonia von Spanien (1729–1785) ⚭ 1750 Viktor Amadeus III. (1726–1796) König von Sardinien-Piemont

## Vorfahren
|  |                                                          |  |  |  |  |  |  |  |  |  |  |  |  |
|  | Ludwig XIII., König von Frankreich (1601–1643)           |  |  |  |  |  |  |  |  |  |  |  |  |
|  |                                                          |  |  |  |  |  |  |  |  |  |  |  |  |
|  |                                                          |  |  |  |  |  |  |  |  |  |  |  |  |
|  | Ludwig XIV. König von Frankreich (1638–1715)             |  |  |  |  |  |  |  |  |  |  |  |  |
|  |                                                          |  |  |  |  |  |  |  |  |  |  |  |  |
|  |                                                          |  |  |  |  |  |  |  |  |  |  |  |  |
|  | Anna von Österreich (1601–1666)                          |  |  |  |  |  |  |  |  |  |  |  |  |
|  |                                                          |  |  |  |  |  |  |  |  |  |  |  |  |
|  |                                                          |  |  |  |  |  |  |  |  |  |  |  |  |
|  | Louis von Frankreich, Dauphin von Frankreich (1661–1711) |  |  |  |  |  |  |  |  |  |  |  |  |
|  |                                                          |  |  |  |  |  |  |  |  |  |  |  |  |
|  |                                                          |  |  |  |  |  |  |  |  |  |  |  |  |
|  | Philipp IV., König von Spanien (1605–1665)               |  |  |  |  |  |  |  |  |  |  |  |  |
|  |                                                          |  |  |  |  |  |  |  |  |  |  |  |  |
|  |                                                          |  |  |  |  |  |  |  |  |  |  |  |  |
|  | Maria Teresa von Spanien (1638–1683)                     |  |  |  |  |  |  |  |  |  |  |  |  |
|  |                                                          |  |  |  |  |  |  |  |  |  |  |  |  |
|  |                                                          |  |  |  |  |  |  |  |  |  |  |  |  |
|  | Isabella (Élisabeth) von Frankreich (1602–1644)          |  |  |  |  |  |  |  |  |  |  |  |  |
|  |                                                          |  |  |  |  |  |  |  |  |  |  |  |  |
|  |                                                          |  |  |  |  |  |  |  |  |  |  |  |  |
|  | Philipp V. König von Spanien (1683–1746)                 |  |  |  |  |  |  |  |  |  |  |  |  |
|  |                                                          |  |  |  |  |  |  |  |  |  |  |  |  |
|  |                                                          |  |  |  |  |  |  |  |  |  |  |  |  |
|  | Maximilian I., Kurfürst von Bayern (1573–1651)           |  |  |  |  |  |  |  |  |  |  |  |  |
|  |                                                          |  |  |  |  |  |  |  |  |  |  |  |  |
|  |                                                          |  |  |  |  |  |  |  |  |  |  |  |  |
|  | Ferdinand Maria Kurfürst von Bayern (1636–1679)          |  |  |  |  |  |  |  |  |  |  |  |  |
|  |                                                          |  |  |  |  |  |  |  |  |  |  |  |  |
|  |                                                          |  |  |  |  |  |  |  |  |  |  |  |  |
|  | Maria Anna von Österreich (1610–1665)                    |  |  |  |  |  |  |  |  |  |  |  |  |
|  |                                                          |  |  |  |  |  |  |  |  |  |  |  |  |
|  |                                                          |  |  |  |  |  |  |  |  |  |  |  |  |
|  | Maria Anna Victoria von Bayern (1660–1690)               |  |  |  |  |  |  |  |  |  |  |  |  |
|  |                                                          |  |  |  |  |  |  |  |  |  |  |  |  |
|  |                                                          |  |  |  |  |  |  |  |  |  |  |  |  |
|  | Viktor Amadeus I., Herzog von Savoyen (1587–1637)        |  |  |  |  |  |  |  |  |  |  |  |  |
|  |                                                          |  |  |  |  |  |  |  |  |  |  |  |  |
|  |                                                          |  |  |  |  |  |  |  |  |  |  |  |  |
|  | Henriette Adelheid von Savoyen (1636–1676)               |  |  |  |  |  |  |  |  |  |  |  |  |
|  |                                                          |  |  |  |  |  |  |  |  |  |  |  |  |
|  |                                                          |  |  |  |  |  |  |  |  |  |  |  |  |
|  | Christina von Frankreich (1606–1663)                     |  |  |  |  |  |  |  |  |  |  |  |  |
|  |                                                          |  |  |  |  |  |  |  |  |  |  |  |  |
|  |                                                          |  |  |  |  |  |  |  |  |  |  |  |  |

Der Ahnenschwund, der häufig für das Aussterben der spanischen Linie der Habsburger verantwortlich gemacht wurde, ist auch bei dem neuen König aus dem Haus Bourbon festzustellen. Statt sechzehn Ururgroßeltern hatte Philipp V. nur zehn.